# كوروماتسوناي
كوروماتسوناي (باليابانية: 黒松内町) هي بلدية في اليابان، وبلدة في اليابان، تقع في Suttsu District, Hokkaido ‏، بلغ عدد سكانها 2,850  نسمة وذلك حسب إحصائيات سنة 2018.

## توأمة
لكوروماتسوناي اتفاقيات توأمة مع:
- سييو (28 أبريل 2006 - )